# Desmiphora cucullata
Desmiphora cucullata là một loài bọ cánh cứng trong họ Cerambycidae.